# Stazione di San Giuseppe Vesuviano
Stazione di San Giuseppe Vesuviano vasútállomás Olaszországban, San Giuseppe Vesuviano településen.

## Vasútvonalak
Az állomást az alábbi vasútvonalak érintik:
- Cancello-Torre Annunziata-vasútvonal

## Kapcsolódó állomások
A vasútállomáshoz az alábbi állomások vannak a legközelebb:
- Stazione di Ottaviano
- Stazione di Terzigno